# شیون (شاعر)
سیگوریون بیرگیر سیگورذسون (به ایسلندی Sigurjón Birgir Sigurðsson؛ زاده ۲۷ اوت ۱۹۶۲)، معروف به شیون (Sjón ‎/ʃoʊn/‎ SHOHN ; ایسلندی: [sjou:n]‏؛ به معنای «دید» و مخفف نام او)، نویسنده، شاعر، فیلم‌نامه‌نویس، نمایشنامه‌نویس، آهنگساز، ترانه‌سرا، موسیقی‌دان، و نویسنده کودکان اهل ایسلند است. شیون اغلب با خواننده بیورک همکاری می‌کند و در گروه آلترناتیو راک ایسلندی از ریکیاویک به نام حبه قند (The Sugarcubes) در نقش جانی تریمف اجرا کرده‌است. آثار او به ۳۰ زبان ترجمه شده‌است.

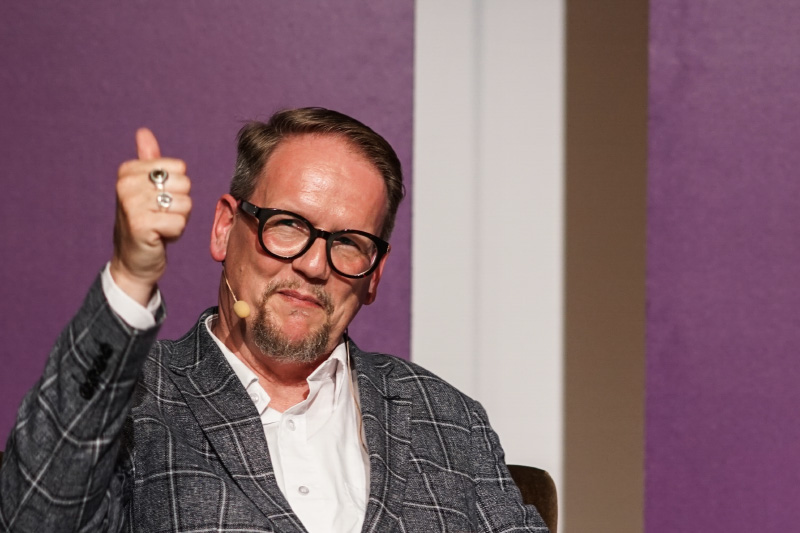
شیون در جشنواره LiteratureXchange در آرهوس (دانمارک ۲۰۱۹)

## زندگی شخصی
شون در لندن زندگی و کار کرده‌است، اما در حال حاضر با همسرش در مرکز ریکیاویک زندگی می‌کند. او دو فرزند بالغ دارد.

## آثار ترجمه‌شده
روباس - ترجمه شایان جوادی